# Fuscozetes pini
Fuscozetes pini är en kvalsterart som beskrevs av Dalenius 1964. Fuscozetes pini ingår i släktet Fuscozetes och familjen Ceratozetidae. Arten är reproducerande i Sverige. Inga underarter finns listade i Catalogue of Life.